# Ngiri (reservaat)
Het Ngiri-reservaat (officieel het Réserve Naturelle du Triangle de la Ngiri, “Natuurreservaat van de Ngiri-driehoek”) is een beschermd natuurgebied en natuurreservaat in de Democratische Republiek Congo. Het ligt in het westen van de Evenaarsprovincie, in de gebieden Bomongo, Bikoro en Makanza, met een totale oppervlakte van 1.000 km2. Het strekt zich uit ten noorden van de samenvloeiing van de Kongostroom met de Ubangi-rivier.

## Transnationaal groengebied
Het reservaat behoort tot een groter, transnationaal groengebied: het Complexe Transfrontalier Lac Télé - Grands Affluents - Lac Tumba, met als onderdelen:
- de Ramsargebieden Grands affluents en Lac Télé/Likouala-aux-herbes in Republiek Congo, en
- het gebied Ngiri-Tumba-Maindombe in Congo (DRC).

Het grensoverschrijdende groengebied vormt door zijn veengronden een van de grootste Afrikaanse koolstofputten.